# Lydia Thompson (rugby à XV)
Pour les articles homonymes, voir Lydia Thompson (burlesque) et Thompson.

a Compétitions nationales et continentales officielles uniquement.

b Matchs officiels uniquement.
Dernière mise à jour le 7 juin 2024.
Lydia Thompson, née le 10 février 1992 à Stourbridge (Angleterre), est une joueuse internationale anglaise de rugby à XV, évoluant au poste d'ailière.

## Biographie
Lydia Thompson est née à Stourbridge. Elle possède une formation d'ergothérapeute, profession qu'elle exerce quand elle n'est pas sous contrat en rugby à XV. Elle commence à jouer à l'âge de onze ans, pour un tournoi avec son école.
Elle joue son premier match en équipe d'Angleterre en 2012 face à l'Espagne. Elle marque trois essais pour sa première sélection. Elle est sélectionnée dans le groupe anglais pour la Coupe du monde 2014 en France. Elle inscrit un doublé lors du match d'ouverture face aux Samoa. Elle doit cependant renoncer à la compétition en raison d'une blessure à l'aine. L'Angleterre remporte cette Coupe du monde.
En 2017, elle remporte le Grand Chelem dans le Tournoi des Six Nations. La même année, elle dispute la Coupe du monde en Irlande. Elle inscrit deux essais lors de la finale face à la Nouvelle-Zélande, perdue sur le score de 32 à 41 par l'Angleterre.
En septembre 2022, elle est sélectionnée pour disputer la Coupe du monde en Nouvelle-Zélande sous les couleurs de son pays.

## Statistiques en équipe nationale
- 58 sélections en Équipe d'Angleterre féminine de rugby à XV.
- 225 points (45 essais).

## Palmarès
- Vainqueur de la Coupe du monde en 2014.
- Victoires dans le Tournoi des Six Nations féminin